# Maurizio Melina
Maurizio Melina (* 15. Juli 1975) ist ein ehemaliger schweizerisch-italienischer Fussballspieler. 
Er begann seine Fussballkarriere in der Juniorenabteilung des FC Rotkreuz. Schon früh wurde sein Talent vom FC Luzern erkannt, welcher den jungen Spieler in seine Juniorenabteilung lotste.
1992 debütierte Melina als Mittelfeldspieler in der 1. Mannschaft, die damals in der Nationalliga B spielte.
In den folgenden drei Saisons brachte er es auf 21 Einsätze in der Nationalliga A, bevor er auf die Spielzeit 1996/97 zum Nachbarverein SC Kriens wechselte.
In Kriens angekommen, entwickelte er sich nach zwei Eingewöhnungsjahren zum torgefährlichsten Stürmer der Nationalliga B. Zwischen 1998 und 2002 durfte er viermal in Folge den Titel des Torschützenkönigs entgegennehmen.
Einem kurzen Abstecher zum FC Sion, welcher durch Verletzungen geprägt war, folgte 2004 die rasche Rückkehr zum SC Kriens, wo er trotz wichtiger Treffer nicht mehr ganz an seine alte Torgefährlichkeit anknüpfen konnte.     
Seit der Saison 2006/2007 trug er die Farben des SC Cham, mit welchem er 2007 den überraschenden Aufstieg in die Challenge League bewerkstelligen konnte. Nach dem Abstieg 2008 beendete er seine Laufbahn.